# Fernand Frantz
Pour les articles homonymes, voir Frantz.
Fernand Frantz, né le 14 avril 1921 et mort le 17 juillet 2024, est un pasteur luthérien alsacien notamment aumônier protestant de la Brigade Alsace-Lorraine commandée par André Malraux, alias « colonel Berger », lors de la libération du territoire, suivie de la chute du Troisième Reich.
Centenaire en 2021, il était alors le dernier aumônier militaire français ayant participé à la Seconde Guerre mondiale, encore vivant.

## Biographie
Fernand Frantz est né à Schiltigheim (Bas-Rhin), le 14 avril 1921. Il est le fils de Guillaume Philippe Frantz (1889-1969), fonctionnaire des postes  et de son épouse Jeanne Marguerite Martz (1897-1944), écrivain. Après des études secondaires au lycée Fustel-de-Coulanges à Strasbourg, poursuivies à l'École préparatoire de théologie de Nîmes où sa famille avait été évacuée au début de la guerre, il s'inscrit en 1940 à la faculté de théologie protestante de Strasbourg, alors repliée à Clermont-Ferrand. Très vite il s'agrège à un petit groupe d'étudiants résistants réunis par l'un de ses professeurs. En octobre 1941, il est envoyé aux Chantiers de jeunesse et affecté à un atelier de forestage, puis en 1943 comme aumônier dans le Sud-Ouest et notamment à Toulouse où il participe à un réseau de résistance et d'aide aux Juifs et où il retrouve sa sœur Eléonore et son beau-frère Maxime Sarlat. Il échappe ainsi, lors de l'invasion de la zone libre par la Wehrmacht, aux rafles opérées à l'université de Clermont-Ferrand et en juin 1944 peut y passer ses examens. Aussitôt après, il se rend à Périgueux où se forme la Brigade Alsace-Lorraine et où s'est réfugié le Directoire de l'Église de la Confession d'Augsbourg d'Alsace et de Lorraine, présidé par Robert Hoepffner. Ce dernier le nomme pasteur-vicaire et l'affecte comme aumônier de la Brigade Alsace-Lorraine. Fernand Frantz s'engage alors pour la durée de la guerre.
Avec cette unité, composée de maquisards, dont de nombreux réfugiés alsaciens et lorrains, rapidement intégrée à la Première Armée française commandée par le général de Lattre de Tassigny, il participe à la campagne des Vosges, puis à celle de la poche de Colmar, ville libérée le 2 février 1945. Cette brigade assure ensuite la défense du sud de Strasbourg et du port du Rhin lors de la contre-offensive allemande de janvier-février 1945. Fernand Frantz, avec le bataillon Strasbourg qu'il accompagne, échappe à la capture à Gerstheim, après une résistance de trois jours, dans la neige et un froid glacial. Il accompagne l'exfiltration du bataillon, à travers les chenaux gelés du Vieux-Rhin, se tenant en queue de groupe afin que nul ne soit perdu. En mars 1945, l'Alsace libérée, la Brigade Alsace-Lorraine est dissoute et Fernand Frantz est muté à la 14e division d'infanterie du général Salan. Il poursuit avec celle-ci la marche vers la victoire finale, franchissant la ligne Siegfried, traversant la Forêt-Noire et s'emparant de la ville de Constance. Il est démobilisé début 1946.
Le 3 janvier 1946, il épouse à Toulouse Simone Vernhes, dont il aura quatre enfants, Elisabeth, Hélène, Etienne et Catherine. Il complète ses études à la faculté de théologie protestante de Strasbourg et est ordonné le 24 septembre 1947. Il est nommé pasteur à Forbach (Moselle), puis dessert de 1951 à 1963 la paroisse d'Ostheim (Haut-Rhin) où il entreprend la reconstruction des églises protestante d'Ostheim et d'Illhaeusern. Il est enfin appelé à la présidence du consistoire de Riquewihr et à la commission d'art des Églises protestantes d'Alsace et de Lorraine.
Cependant, rappelé en Algérie de 1957 à 1958, il quitte provisoirement sa paroisse et son Alsace et devient aumônier de la 10e division parachutiste, alors engagée dans la bataille des frontières. Il passe le brevet de parachutiste et visite régulièrement les divers régiments, sillonnant seul, au volant d'une 2 CV, des terrains accidentés et propices aux embuscades, mais sans jamais être inquiété. En 1963, il s'engage à nouveau et devient aumônier principal des 4e et 5e régions militaires, avec garnison à Toulouse. Il devient en 1972 l'adjoint pour l'Armée de Terre de l'aumônier protestant des Armées, ce qui l'amène à parcourir la France et ses territoires d'Outre-Mer. Atteint par la limite d'âge en 1979, il quitte l'aumônerie militaire et reprend du service dans l'Église de la Confession d'Augsbourg d'Alsace et de Lorraine comme aumônier du CHU de Strasbourg. En 1986, il prend sa retraite et se retire à Toulouse, ville de naissance de sa femme.

## Distinctions
Fernand Frantz a été cité à l'ordre de la 5e division blindée : « Aumônier de la Brigade Alsace-Lorraine, a été pour les commandos participant à l'attaque de Dannemarie les 26 et 27 novembre 1944, un magnifique exemple d'encouragement par son intrépidité et son sang-froid, suivant la progression en première ligne et secourant les blessés ». Il est chevalier de la Légion d'Honneur, officier de l'ordre national du Mérite, titulaire de la croix de guerre 1939-1945, de la croix de la Valeur militaire, de la croix des engagés volontaires et des médailles commémoratives 1945 et Algérie.